# Ненад Трајковић (песник)
Ненад Трајковић (Пирот, 1982) српски је песник, есејиста, књижевни критичар и адвокат.

## Биографија
Ненад Трајковић рођен је 1982. године у свештеничкој породици у Пироту. Завршио гимназију у Прешеву. Дипломирао на Правном факултету у Крагујевцу.
Објавио три збирке песама: Трагови 2008, Водим те у музеј 2011, Ветар са језика 2016. и Тања линија бескраја 2019.
Превођен на енглески, немачи, француски, пољски, словачки, македонски, бугарски, руски, шпански, грчки, хинди, чешки, мађарски, румунски и турски језик. Објављивао у бројним књижевним часописима. Заступљен у више зборника савремене поезије. Добитник интернационалне књижевне награде издавачке куће „Мелник“ за најбољу песму Хлеб за просјака, на XIV сусрету писаца у Мелнику у Бугарској 2013. године, награде Раде Томић 2015. године и награде Европски фестивал поезије 2017. године. Члан је Српског књижевног друштва.
Један је од оснивача и уредника интернационалне књижевне манифестације Писанија у Врању, где и живи

## Дела

### Књиге
- Трагови - 2008, Врање.  978-86-87391-00-0.
- Водим те у музеј - 2011, Врањске књиге, Врање.  978-86-84287-70-2.
- Ветар са језика - 2016, Исток, Књажевац (Награда Раде Томић).  978-86-89981-03-2.
- Тања линија бескраја - 2019, Банатски културни центар, Ново Милошево (Награда 9.Европски фејсбук фестивал).  978-86-6029-409-0.

### Преведене књиге поезије
- Херој заборављене класе, Звонко Танески 2017, Исток, Књажевац  978-86-89981-05-6
- Тајна писма, Славица Гаџова Свидерска, 2018, Исток, Књажевац
- Пут ка благости, Јовица Тасевски Етернијан, 2018, Исток, Књажевац

## Антологије
- Од А до Ш / Von A bis Z, Антологија 8 векова српске поезије, српско-немачко издање, 2016
- Gracias a la vida, антологија светске поезије, Чиле, 2018
- Моя сербская антология, Санкт Петербург, Русија, 2018
- World Poetry, Монголија,2018
- ¿Qué pasa contigo Venezuela?, Венецуела,2018
- Whispers of Soflay: Yearly Anthology Of Poetry, Пакистан, 2018

## Зборници
- Између два света, Ниш, 2012.
- Арте стих, Београд, 2013.
- Гарави сокак, Инђија, 2014.
- Љубави, чежњом те зовем, Мркоњић Град, 2014.
- Лепеничко Ђурђевдарје, Крагујевац, 2015.

## Књижевни часописи
- Летопис Матице српске
- Poem,[5] Велика Британија
- Picaroon Poetry,[6] Велика Британија
- Balkan Poetry Today, Велика Британија
- Златна греда
- Кораци[7]
- Багдала
- Летопис Матице српске
- Књижевне новине
- Поља[8]
- Градина
- Стремљења
- Исток[9]
- Сент
- Траг
- Литерарни отисак
- Бдење
- Домети
- Eckermann[10]
- Савременик
- Суштина поетике
- Современост, Северна Македонија
- Бранување, Северна Македонија
- Раст, Северна Македонија
- Невскя формула, Русија
- Romboid Словачка
- Ријеч, Р. Српска
- Modern Literature, Индија
- Duane's PoeTree
- Random Poem Tree, Тринидад и Тобаго
- Advaitam Speaks Literary, Индија
- Azahar, Шпанија
- Detective Cultural, Румунија
- Tribuna, Румунија
- Voices de la Luna, САД[11]
- The Pangolin Review, Мауританија
- Balkan Poetry Today, Уједињено Краљевство
- Sur. Revista de Literatura, Шпанија, 2018

## Фестивали поезије
- Фестивал младих, Зајечар 2011.
- Борина капија, Врање 2012.
- Мелнишки вечери поезије, Мелник, Бугарска 2013.
- Петровдански конаци, Кочани, Македонија, 2013.
- Балкански поетски фестивал, Крива Паланка, 2013.
- Књижевна колонија, Врање, 2016
- Светски песнички шампионат, Синаја, Румунија, 2018.
- Рацинови средби, Велес, Северна Македонија, 2023

## Награде
- ИК Мелник, Бугарска - 2013.
- Раде Томић - 2015
- Светски шампионат поезије Румунија, 2018
- Европски песнички фестивал - 2018.

## Други о песнику
О песнику су писали бројни критичари и песници и то:
Момчило Златановић, Zoran M. Mandić, Милица Стојиљковић, Драго Чингел, Благоје Савић, Драгана Златичанин, Спасоје Ж. Миловановић, Спасоје Спремо, Душко Бабић, Звонко Танески, Перо Зубац, Саша Радојчић, Милица М. Михајловић, Јованка Стојчиновић Николић, Милица Миленковић
 Чиста поезија у овој књизи управо је вешт начин склапања поетског ткива који јесте истовремено бирана рефлексивна и љубавна поезија. И „стварање невероватног“ лирског штива којде почива на вештом низању обичних речи које носе поруке јасне као опомене.Густа песничка бројаница, натопљена мудрошћу и резигнацијом, питка и читка а са тражењем поновног читања. Дозивање наде у поезију 
Перо Зубац, из рецензије у рукопису Тања линија бескраја,
 Трајковић је рефлексивни песник, а његова поезија портретише себе саму. Трајковићева песма није пуки медијум саопштавања, већ његов субјекат. 
Саша Радојчић, часопис Исток, бр.7-8-9, 2016, pp. 35

## Књижевна критика о песницима
- Надија Реброња
- Голуб Јашовић
- Zoran M. Mandić[12]
- Јованка Стојчиновић-Николић[13]
- Благоје Савић
- Енес Халиловић[14]
- Ђорђе Д. Сибиновић[8]
- Александар Б. Лаковић
- Слободан Костић
- Милица Јефтимијевић Лилић